# Parchman
|  | Dieser Artikel wurde aufgrund von inhaltlichen Mängeln auf der Qualitätssicherungsseite des Projektes USA eingetragen. Hilf mit, die Qualität dieses Artikels auf ein akzeptables Niveau zu bringen, und beteilige dich an der Diskussion! Eine nähere Beschreibung der zu behebenden Mängel fehlt. |

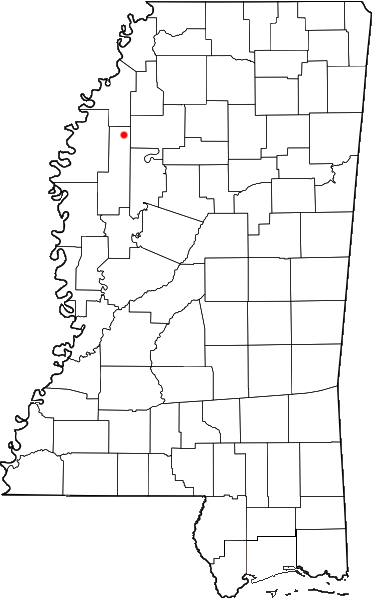
Lage von Parchman in Mississippi

Parchman ist ein gemeindefreies Gebiet im Sunflower County im US-Bundesstaat Mississippi, in der sich das Mississippi State Penitentiary, das auch als Parchman Farm bekannt ist, befindet.
Das Gebiet, das keiner Gemeinde zugewiesen ist, umfasst das gesamte Staatsgefängnis von Mississippi, welches auch als Parchman Farm bekannt geworden ist. Das Gefängnisgelände war einst 81 km² groß, woraus sich die Größe des gemeindefreien Gebiets erklärt. Heute umfasst das Gelände des Mississippi State Penitentiary 73 km². 
Koordinaten: 33° 55′ N, 90° 30′ W